# Loránt Endre
André Lorant (Loránt Endre) (Budapest, 1930.–) címzetes egyetemi tanár, író.

## Élete
Jómódú polgárcsaládban született. 1957 óta él Franciaországban.
Elsősorban Balzac-szakértőként ismert, az életmű számos darabját rendezte sajtó alá, többek között ő gondozta a szerző fiatalkori írásainak első összkiadását. 
Le Compromis austro-hongrois vu par l’opinion française (Az osztrák–magyar kiegyezés a francia sajtó tükrében) című történeti munkája 1971-ben jelent meg a Droz Kiadónál.
2011-ben közel 700 db nagy értékű francia nyelvű könyvet adományozott értékes gyűjteményéből az ELTE Egyetemi Könyvtárnak.
A budapesti papagáj című, eredetileg franciául írt önéletrajzi írása 2016-ban jelent meg.

## Magyarul megjelent művei
- A budapesti papagáj. Az újraélt gyerekkor; ford. Mihályi Zsuzsa; Kijárat, Bp., 2016